# Хелге Лиљебјерн
Хелге Лиљебјерн (швед. Helge Liljebjörn; 16. август 1904 — 2. мај 1952) био је шведски фудбалски везни фудбалер који је играо за шведску фудбалску репрезентацију. Био је резерва на Светском првенству у фудбалу 1934. На клупском нивоу играо је за ГАИС.